# Hersende de Champagne
 (février 2018).
Hersende de Champagne (1060, † 1er décembre 1114), ou Hersende de Montsoreau, est issue de la haute noblesse française. Disciple de l'ermite Robert d'Abrissel, elle est cofondatrice et première grande prieure de l'abbaye de Fontevraud, maison mère de l'ordre de Fontevraud. 
D'après des recherches récentes, elle est également peut-être la mère d'Héloïse, femme et amante d'Abélard.

## Biographie

### Famille et enfance
Hersende de Champagne est originaire de la maison de Champagne-(Parcé et Champigné), aussi possessionnée à Durtal sur le Loir.
Le père de Hersende, Hubert III de Champagne (* 1016), était vassal des comtes d'Anjou. Il avait des liens familiaux avec les maisons de Montreuil-Bellay et de Durtal, tous des fiefs d'importance en Anjou. Son grand-père, Hubert II de Champagne, avait peut-être des liens familiaux avec la maison de Montmorency, près de Paris, par sa femme Ermenburg, fille supposée d'Albert de Montmorency (?) et dame de Vihiers. La mère de Hersende, Agnès. Son grand-père maternel, Hugues de Clervaux (résidence noble dans le sud de l’Anjou, aujourd'hui Scorbé-Clairvaux), s'était distingué à plusieurs reprises dans les combats contre les Bretons et dont le nom de guerre était « Mange Bretons ». Sa grand-mère, Hersende de Vendôme, fille du vicomte Hubert Ier de Vendôme et femme d'Hugues Mange-Breton, entretient des liens étroits avec le Vendômois. Son grand-oncle maternel, Hubert II de Vendôme, évêque d'Angers en 1006-1047, édifia la cathédrale Saint-Maurice d'Angers. 
Hersende, de haute noblesse angevine, est aussi apparentée à un grand nombre de familles nobles, dont celle des Montmorency, ce qui appuiera la thèse qu'elle soit la mère d'Héloïse.

### Mariages et vie de famille
Hersende de Champagne est née après 1060 à Durtal. Elle perd ses parents prématurément, et doit prendre soin de ses frères cadets. En 1080, elle se marie avec un certain Foulques. En 1086, elle épouse Guillaume de Montsoreau († avant 1087) en secondes noces. Guillaume de Montsoreau est seigneur de la forteresse de Montsoreau, située à seulement quelques kilomètres du futur monastère de Fontevraud. Il appartient à la plus haute noblesse angevine et il eut un fils nommé Gautier Ier de Montsoreau de son premier mariage. D'une union scandaleuse  avec le Grand bouteiller de France Gilbert de Garlande, Hersende de Champagne aurait donné naissance vers 1092 à une fille : Héloïse, future femme d'Abélard.

### Abbaye de Fontevraud
Hersende de Champagne obtient les terres qui lui permettent de bâtir l'abbaye de Fontevraud, de son beau-fils Gautier Ier de Montsoreau. Fontevraud était un choix stratégique, situé juste à l'intersection de trois zones politiques indépendantes : l'Anjou, la Touraine et le Poitou. Selon la loi ecclésiastique, Fontevraud dépendait de l'archidiocèse de Poitiers, mais en était aussi très éloignée, ainsi toute influence politique et épiscopale sur la jeune institution étant réduite au minimum. Les terres situées au confluent de deux cours d'eau majeurs (la Loire et la Vienne), étaient idéalement adaptées pour les grandes conventions, et l'abbaye remplit, en raison de sa situation géographique parfaite, les conditions nécessaires à sa future prospérité.

### Première grande prieure
La réussite de l'installation de l'abbaye est due aux multiples dons venant de tout l'Anjou, et tout principalement de son beau-fils et de son propre fils Etienne. D’après la Vie de Robert d’Arbrissel, écrite par Baudri de Bourgueil (Evêque de Dol), c’est bel et bien Hersende et non Robert qui est la force motrice des nouvelles constructions au sein du monastère. Hersende dirige aussi la construction de la grande église abbatiale, commencée autour de 1104. Dans son harmonie, l'église est l'un des chefs-d'œuvre de l'architecture religieuse. En tant que première grande prieure, Hersende organise aussi l'initiation des converties et des religieuses. Les hagiographes du 17e siècle ont grandement minimisé le rôle de Hersende de Champagné, ce qui explique qu'elle soit tombée dans un oubli relatif. Les tentatives de canonisation de Robert d'Arbrissel ont aussi contribué à la faire passer en arrière-plan.